# DTX
DTX (cunoscut anterior ca Discovery Turbo Xtra) a fost un canal european de televiziune axat pe programe despre mașini detinut de Warner Bros. Discovery. Este o versiune CEEMEA a canalului Discovery Turbo.

## Istorie
Canalul a fost lansat sub numele de Discovery Turbo Xtra pentru a înlocui versiunea europeană a Discovery World (în februarie 2017 în România), cu prima lansare în România la 11 iunie 2013 apoi în Polonia la 17 septembrie 2013. În 2015 canalul a fost lansat în Albania și în 2016 în Ungaria, Republica Cehă, Slovacia, Țările Baltice, Rusia, CSI, Ucraina, Turcia și MENA. În Orientul Mijlociu, a fost lansat la 1 aprilie 2016 pe Rețeaua BeIN.
În noiembrie 2016 Discovery Turbo Xtra a fost rebranduit ca DTX.
Pe 9 martie 2022, Discovery, Inc. a închis DTX în Rusia ca răspuns la invazia Rusiei în Ucraina.